# Mehmed Alajbegović
Mehmed Alajbegović (Bihać, 7. svibnja 1906. – Zagreb, 7. lipnja 1947.) bio je hrvatski političar, diplomat i pravnik.

## Životopis
Mehmed Alajbegović rođen je u begovskoj obitelji, 7. svibnja 1906. u Bihaću, u tadašnjoj Austro–Ugarskoj monarhiji, gdje su mu i otac i djed bili gradonačelnici. Mehmed je tu i završio osnovnu i srednju školu. Godine 1928. seli se u Zagreb, gdje je na Zagrebačkom sveučilištu diplomirao i 1934. godine doktorirao pravo. Tijekom boravka na sveučilištu, boravio je u mnogim zemljama, a najviše se zadržao u Parizu, gdje je učio francuski jezik i gdje se usavršavao u struci.
Nakon sudskog pripravništva, biva imenovan sucem Kotarskog suda u Prozoru. Ostao je upamćen kao vrlo radišan i marljiv pravnik, a najveća želja mu je bila predavati šerijatsko pravo na sveučilištu, koje je učio na Visokom učilištu u Alžiru i završio 1940. godine. Još od 1938. godine, bio je sudac i tajnik Upravnog suda u Zagrebu. Bio je jednim od osnivača, članom i odbornikom Društva bosansko-hercegovačkih Hrvata u Zagrebu koje je osnovano u ožujku 1939. godine i u javnosti zastupalo je koncept hrvatske nacionalne pripadnosti Bosne i Hercegovine.

### NDH
Nakon osnivanja Nezavisne Države Hrvatske, 1941., radi u međudržavnoj službi napustivši plaćeno nastavništvo islamskog prava na Sveučilištu u Zagrebu. 
U kolovozu 1941. godine imenovan je tajnikom u podvladi ministarstva vanjskih poslova, a 27. siječnja 1942. godine imenovan je generalnim konzulom NDH u Münchenu. Radeći tamo, razvio je veliku djelatnost među hrvatskim radnicima na radu u Njemačkoj. 
11. listopada 1943. godine postao je ministar skrbi za postradale krajeve, a to je ministarstvo imalo zadatak brinuti se za preko 300.000 izbjeglica iz raznih dijelova NDH, među kojima je bio veliki broj muslimana iz istočne Bosne, Hercegovine i Sandžaka, koji su bježali pred četnicima. Alajbegović je organizirao izbjegličke kuhinje, nabavljao hranu i odjeću te sklanjao izbjeglice u sigurnija mjesta.
Početkom svibnja 1944. godine imenovan je ministrom vanjskih poslova NDH umjesto dr. Stijepa Perića. Na toj dužnosti ostao je do sloma NDH. Osobno je bio u Pavelićevoj pratnji dok je ovaj posjetio Hitlera 18. i 19. rujna iste godine. Pred kraj rata, kada se sve više činilo da je Sile Osovine izgubiti, sudjelovao je u pokušajima povezivanja vlasti NDH sa slovenskim (Leon Rupnik) i crnogorskim (Sekula Drljević) nacionalistima te srbijanskim monarhistima (Dragoljub Mihailović). Cilj je bio oformiti antikomunistički blok koji bi se borio protiv Titovih partizana. Računalo se da bi i zapadni Saveznici mogli pomoći, dok bi zauzvrat NDH prešla na njihovu stranu.

### Slom NDH, izručenje i smrt
Alajbegović je napustio Zagreb 6. svibnja 1945. godine, zajedno s ostalim članovima Vlade, povlačeći se u Austriju, gdje se, nakon kraćega zadržavanja u Krumpendorfu, sklonio u Salzburg. Tu su ga 6. rujna 1945. godine savezničke jedinice uhitile i uputile u obližnji zatočenički logor "Marcus W. Orr" (Glasenbach) gdje ostaje do 8. rujna 1946. godine kad su ga Amerikanci izručili komunističkim vlastima. Alajbegović je bio jedini ministar kojeg su izručili Amerikanci (ostale su izručili Englezi).
U saslušanju pred jugoslavenskim komunističkim vlastima 11., 12. i 27. ožujka 1947. godine.:
»Moram priznati da je mene kao i mnogo mojih istomišljenika impresioniralo oduševljenje koje je vladalo u Hrvatskoj nakon proglašenja NDH. (...) Glavni motiv koji me je rukovodio da pristupim, odnosno kada sam pristupio ustaškom pokretu, bila je ideja hrvatske države. Na mene je dakle pri tome utjecala spoznaja o pravu hrvatskog naroda na svoju državu i drugi motivi me nisu pri tim rukovodili. (...) Ja sam vjerovao da nastojanje hrvatskog naroda za slobodom ne će biti zanijekano i da će to pravo na državu biti respektirano.« (Nada Kisić Kolanović, Muslimani i hrvatski nacionalizam 1941. – 1945., Zagreb, 2009., str. 165., 168.)
Potkraj svibnja 1947. godine, izveden je pred Vijeće Vrhovnog suda NR Hrvatske (zajedno s vojskovođom Slavkom Kvaternikom i ministrima dr. Vladimirom Košakom, dr. Osmanom Kulenovićem, generalima Miroslavom Navratilom, i Ivanom Perčevićem te njemačkim poslanikom pri NDH Siegfriedom Kascheom). 6. lipnja 1947. godine osuđen je na smrt, a već sljedećeg dana je pogubljen.

## Vanjske poveznice
- http://domoljub.jimdo.com Mehmed Alajbegović